# Hans von Wolff
Johann Gottlieb Hans Freiherr von Wolff (ur. 19 marca 1903 w Lindenbergu pod Rygą, zm. 28 czerwca 1944 w Pińsku) – niemiecki wojskowy (pułkownik), dowódca 1 Atamańskiego Pułku Kozackiego, a następnie I Dońskiej Brygady Kawalerii i III Brygady Kawalerii 1 Kozackiej Dywizji Kawalerii podczas II wojny światowej.

## Życiorys
W 1922 r. wstąpił do Reichswehry. Służył w 14 Pułku Kawalerii, a następnie 15 Pułku Kawalerii. W 1935 r. awansował do stopnia wachmistrza. Na pocz. kwietnia 1937 r. wstąpił do SS. W stopniu SS-Untersturmführera, a następnie SS-Obersturmführera służył w 6 SS-Reiterstandarte. Krótko przed atakiem wojsk niemieckich na Polskę 1 września 1939 r. dowodził 5 Szwadronem 8 Ochronnego Pułku Kawalerii. Brał udział w kampanii wrześniowej, a następnie w stopniu kapitana w 1940 r. w kampanii francuskiej jako dowódca I Batalionu Pułku. 13 lipca tego roku odznaczono go Krzyżem Rycerskim Żelaznego Krzyża. Na froncie wschodnim walczył w składzie 8 Dywizji Pancernej na północnym, a następnie środkowym jego odcinku. 16 stycznia 1942 r. otrzymał kolejny Żelazny Krzyż i mianowano go majorem. W lipcu tego roku uczestniczył w ciężkich walkach pod Wielkimi Łukami. Następnie został dowódcą 1 Atamańskiego Pułku Kozackiego, działającego na okupowanej Ukrainie. W listopadzie 1943 r. w stopniu pułkownika objął dowództwo I Dońskiej Brygady Kawalerii Kozackiej Dywizji Kawalerii, która była formowana w Mławie. Pod koniec kwietnia 1944 r. został dowódcą III Brygady Kawalerii Dywizji. 28 czerwca tego roku, podczas szkolenia wojskowego 4 Szwadronu Kawalerii, został ciężko ranny w wyniku wybuchu granatu, po czym zmarł tego samego dnia w szpitalu polowym w okupowanym Pińsku.